# Korniki z arki Noego
Korniki z arki Noego (niem. In der Arche ist der Wurm drin) – niemiecki film animowany z 1988 roku wyprodukowany przez MS-Films.

## Obsada (głosy)
- Wolfgang Ziffer – Robak Willi
- Dagmar Biener – Robak Alice
- Arnold Marquis – Noe
- Friedrich Schoenfelder – Bóg
- Heinz Theo Branding – Stary robak
- Santiago Ziesmer – Dzięcioł Max
- Helmut Krauss – Niedźwiedź grizli
- Heinz Rabe – Niedźwiedź brunatny
- Hannelore Minkus – Pani Noe
- Karl Schulz – Javet
- Lutz Riedel – Szynka

## Wersja polska
Wersja wydana na VHS z angielskim dubbingiem i polskim lektorem, którym był Lucjan Szołajski.
- Dystrybucja: DG Films[2]